# U-332
U-332 je bila nemška vojaška podmornica Kriegsmarine, ki je bila dejavna med drugo svetovno vojno.

## Zgodovina
Podmornica je bila potopljena v letalskem napadu bombnika B-24 Liberator z globinskimi bombami; umrlo je vseh 45 članov posadke.

## Poveljniki
| Poveljniki |                 |                    |                                  |
| Št.        | Čin             | Ime                | Poveljstvo                       |
| 1.         | Kapitanporočnik | Johannes Liebe     | 7. junij 1941 - 27. januar 1943  |
| 2.         | Nadporočnik     | Eberhard Hüttemann | 27. januar 1943 - 29. april 1943 |

## Tehnični podatki
| Kategorije                                    | Podatki                       |
| --------------------------------------------- | ----------------------------- |
| Teža (t): na površju pod površjem polna Teža  | 769 871 1.070                 |
| Dolžina (m) - tlačni trup (m)                 | 67,10 - 50,50                 |
| Širina (m) - tlačni trup (m)                  | 6,20 - 4,70                   |
| Izpodriv (m)                                  | 4,74                          |
| Višina (m)                                    | 9,6                           |
| Moč (hp): na površju pod podvršjem            | 3.200 750                     |
| Hitrost (vozlov): na površju pod podvršjem    | 17,7 7,6                      |
| Doseg (milja/vozel): na površju pod podvršjem | 8.500/10 80/4                 |
| Torpeda/Torpedne cevi                         | 14/5 (4 na premcu, 1 na krmi) |
| Krovni top (mm)                               | 88                            |
| Mine                                          | 26 TMA                        |
| Posadka                                       | 44-52                         |
| Maksimalni potop (m)                          | 220                           |

## Potopljene ladje
| Datum              | Ime                            | Država                 | Tonaža     | Usoda                     |
| ------------------ | ------------------------------ | ---------------------- | ---------- | ------------------------- |
| 13. marec 1942     | Albert F. Paul (jadrnica)      | ZDA                    | 735 BRT    | potopljena (torpedo)      |
| 13. marec 1942     | Trepča (tovorna ladja)         | Kraljevina Jugoslavija | 5.042 BRT  | potopljena (torpedo)      |
| 16. marec 1942     | Australia (tanker)             | ZDA                    | 11.628 BRT | potopljena (torpedo)      |
| 19. marec 1942     | Liberator (tovorna ladja)      | ZDA                    | 7.720 BRT  | potopljena (torpedo)      |
| 28. junij 1942     | Raphael Semmes (tovorna ladja) | ZDA                    | 6.027 BRT  | potopljena (torpedo)      |
| 19. julij 1942     | Leonidas M. (tovorna ladja)    | Grčija                 | 4.573 BRT  | potopljena (torpedo, top) |
| 29. september 1942 | Registan (tovorna ladja)       | Združeno kraljestvo    | 6.008 BRT  | potopljena (torpedo)      |
| 19. oktober 1942   | Rothley (tovorna ladja)        | Združeno kraljestvo    | 4.996 BRT  | potopljena (torpedo)      |
| 21. februar 1943   | Stigstad (tanker)              | Norveška               | 5.964 BRT  | potopljena (torpedo)      |